# Пинская флотилия (Польша)

Польский военный флаг в 1919 — 1930 годах, его поднимали на кораблях и судах речной флотилии.

Флаг речных военных судов в 1938 — 1939 годах.

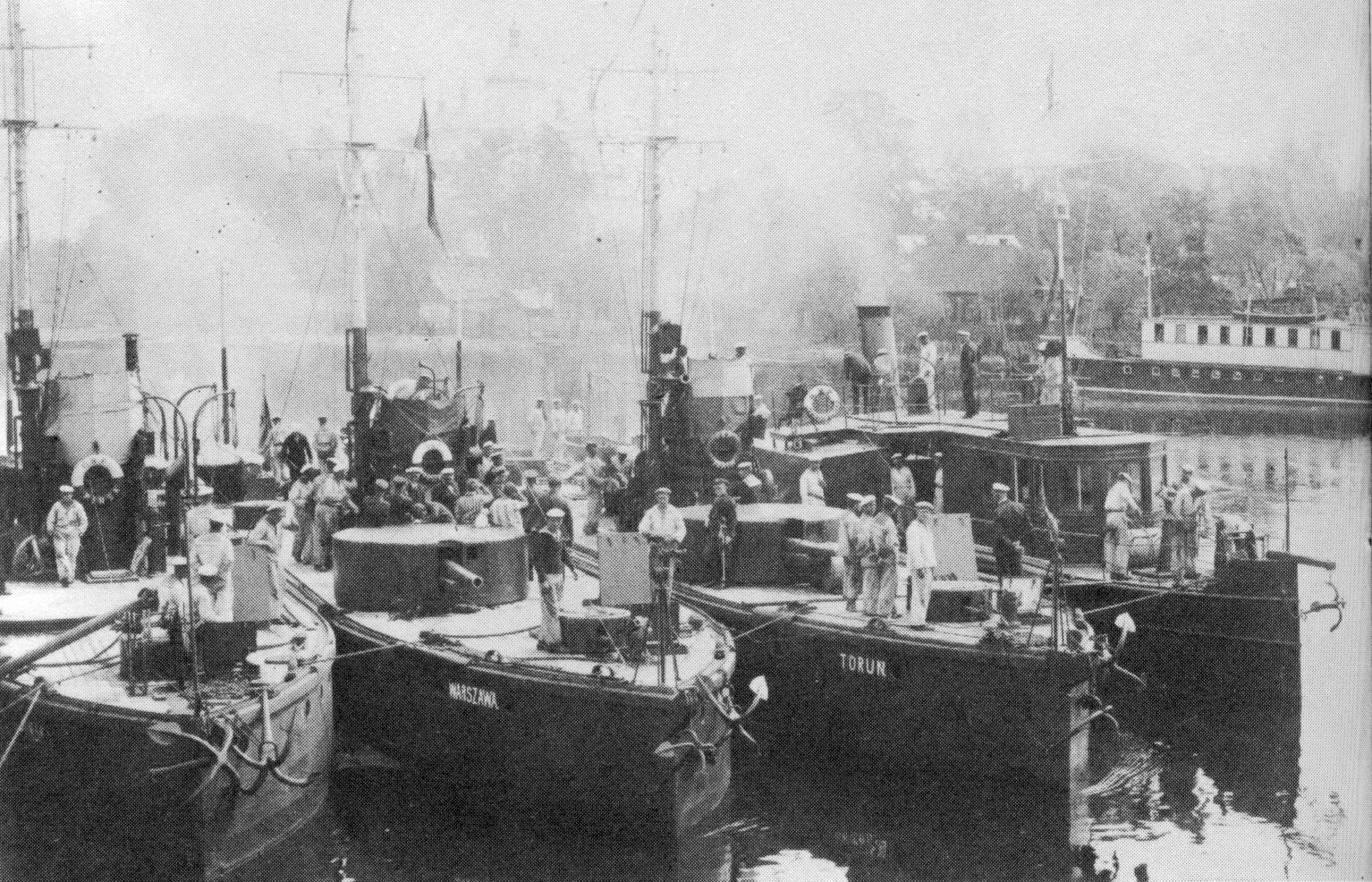
Мониторы в захваченном Пинске.

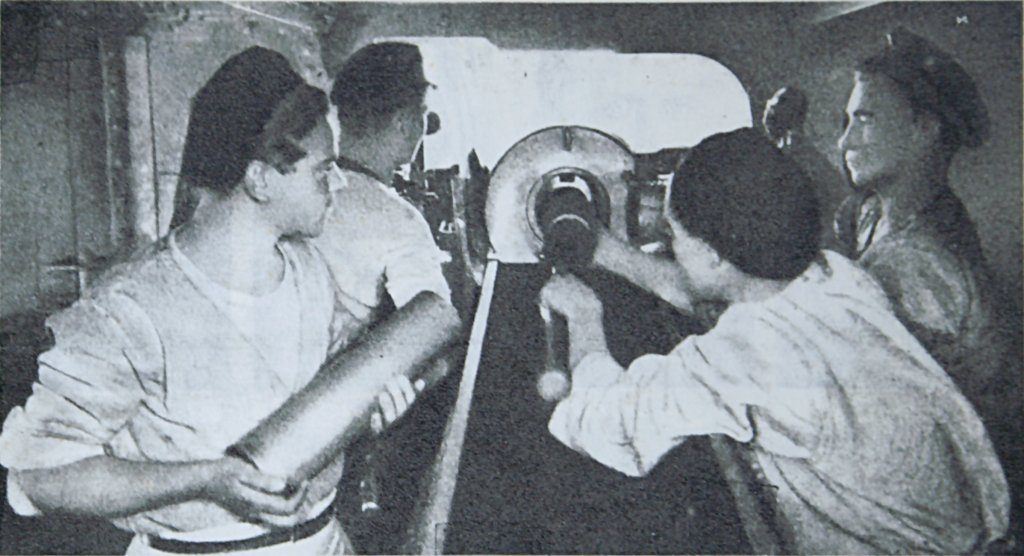
Интерьер башни речного монитора Пинской флотилии во время тренировки канониров.

Речная флотилия военно-морского флота (пол. Flotylla Rzeczna Marynarki Wojennej, до 17 октября 1931 года — Пинская флотилия, пол. Flotylla Pińska) — польская речная флотилия, входившая в состав военно-морских сил Второй Польской республики, в межвоенный период. 
Флотилия была расположена в Пинске на реке Пина, и оперировала на так называемом море пинском — в бассейне реки Припять с основными реками: Припять, Пина, Струмень.

## История

### Появление флотилии и первые бои
С получением независимости Польша стала расширять свои территории. Так Польско-украинская война закончилась полным разгромом Западно-Украинской народной республики. В 1919 году началась советско-польская война, которая шла на территории современных Белоруссии и Украины для поляков с переменным успехом. Для ведения военных действий была образована 19 апреля 1919 года Пинская флотилия, когда было принято решение создать патруль из трёх моторных лодок — «Лех», «Лисовчики» и «Лиздейко». В середине 1919 года этот отряд принял участие в боестолкновениях с флотом Красной армии под Мостами Волынскими и под Городищем, где 3 июля 1919 года три моторные лодки провели рейд по реке Ясельда. Был проведён десант под сильным вражеским огнем, который захватил Городище, затем позволило занять Луницец, что было важно для Польских вооружённых сил в целях связи. В память о событиях 3 июля во Второй Польской республике было объявлено праздником этой речной флотилии.
В течение года в состав флотилии было включено около 20 новых (захваченных) судов, включая судно «Буг» и корабль «Варта».

### Флотилия в советско-польской войне
В марте 1920 года флотилия приняла участие во взятии Мозыря, где в её состав включили новые единицы, из состава советской Днепровской флотилии. Затем флотилия участвовала в наступлении на Киев, в ходе которого 27 апреля провела бои в районе Чернобыля, чтобы вытеснить советские войска на Днепр. Затем флотилия участвовала в создании ячеек на левом берегу Днепра в Киеве, а также в военном параде. После захвата новых кораблей была создана Днепровская флотилия, действовавшая на Днепре. В ходе контрнаступления Красной Армии в конце мая часть Пинской флотилии была отрезана от основных сил, и 13 июня 1920 экипажи затопили корабли. Уцелевшие подразделения сражались при отступлении в водах Припяти, но учитывая низкий уровень воды, они также были затоплены в Пинске и под Kochanowiczami. Флотилия расформирована 2 августа 1920 года после занятия бассейна Припяти Красной армией и самозатопления большинства судов.

### Флотилия после Рижского мирного договора

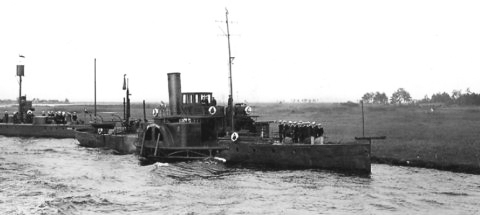
Корабли речной флотилии на Пине.

11 октября 1920 года был создан отдельный отряд Флотилии Косы на Припяти,  который 2 марта 1922 года был переименован в Пинскую флотилию. После ликвидации 1 октября 1925 года Флотилии Косы и поглощения большинства её подразделений Пинской флотилией и она стала единственной речной флотилией в Польше. Главной базой флотилии стал Пинск, в котором находилось более 100 боевых и транспортных единиц. Также в нём находились команда военного порта, казармы, укрытия и ангары для гидросамолётов, мастерские, причалы и доки, на другой стороне реки - топливные базы и склады боеприпасов. В 1939 году из части сил флотилии был создан отдельный отряд реки Вислы. Весной 1939 года в рамках флотилии был создан отдельный отряд на Припяти.

### Речная авиационная эскадрилья
В 1928 — 1937 годах флотилия имела собственные военно-воздушные силы, состоявшие из гидросамолётов Schreck FBA-17HMT2. Сначала формирования называлось речной воздушный взвод, позже, после расширения, получило название речная воздушная эскадрилья.

### Начало Второй мировой войны

#### Военные действия

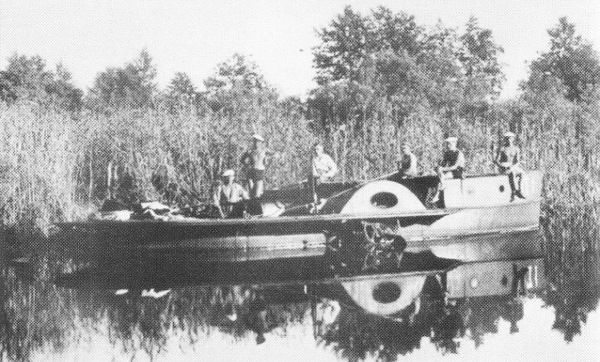
Речной тральщик типа T1.

27 августа 1939 года началась мобилизация речной флотилии. В сентябре 1939 года флотилия (без отдельного отряда реки Вислы) состояла из 6 речных мониторов, 3 артиллерийских катеров, 4 кораблей, 17 вооружённых катеров (в том числе 3 лодки обслуживания и 1 артиллерийской разведки и связи), 2 связных катеров, 7 речных тральщиков, корабля минно-газового и 48-50 вспомогательных судов, в том числе 32 лодок, корабля-больницы, 2 буксиров, несколько моторных лодок и 6 глиссеров. Все суда были затоплены по приказу генерала Францишека Клееберга в 1939 году. С 25 сентября по 12 ноября аварийно-спасательная служба Днепровской военной флотилии и ЭПРОН подняли, по крайней мере, 54 из них, в том числе 26 боевых кораблей (5 мониторов, 2 канонерки, 15 вооружённых катеров, корабль минно-газовый и 3 тральщика), которые затем после ремонта и перевооружения вошли в состав Днепровской военной флотилии.
10 — 14 сентября 1939 года на базе запасного батальона (мобилизован 31 августа) и десантного отделения (созданного 2 августа) сформировано два морских батальона, состоявших из курсантов школы подхорунжих военно-морских сил в Гдыне и матросов запаса. Командирами батальонов были командир Павловский и капитан флота Мариан Фолтин (сначала поручик флота Владислав Галинский). Моряки были обмундированы в полевые мундиры сухопутных войск, офицеры и подофицеров старшего курса задержали гарнизона морскую шапку, младшие подофицеры и резервисты, в основном по собственной инициативе установили кокарды военно-морского флота на своих шапках.
Большинство личного состояния флотилии 20 сентября, после затопления плавсредств по приказу генерала Клееберга направилась в направлении Любешова и Влодавы с намерением прорваться в направлении Румынии. 22 сентября лишённый связи с командованием генерал Клееберг решил провести марш, чтобы облегчить ситуацию в Варшаве. 28 сентября он изменил название своих войск на ООП «Полесье».
После освобождения, в соответствии с приказом Клееберга, немногих тех, кто сомневался в целесообразности дальнейшей борьбы и части моряков украинского и белорусского национальностей, произошла реорганизация морских батальонов, 28 сентября вошли вместе с другими моряками в состав 182-го полка пехоты с 60-й дивизии пехоты, как 3 «морских» батальона. Командиром батальона был командор подпоручик Стефан Каминский, командирами рот капитан флота Александр Рабенда, капитан артиллерии Ежи Войцеховский и капитан пехоты Ян Липецкий. Каптенармусом был командор подпоручик Алоизий Павловский. Кроме того, из моряков было создано 4 роты отдельного батальона 179-го пехотного полка этой же дивизии (командир — генерал-майор флота Богдан Корсак).
Часть моряков флотилии не присоединилась к ООП «Полесье», но вошла в состав Корпуса охраны пограничья под командованием бригадного генерала Вильгельма Орлика-Рюккеманна, создав в ней сборный морской батальон, под командованием поочередно: коммодора-поручика Генриха Эйбл, капитана флота Эдмунда Йодковського и капитана артиллерии Александра Рутинського. Большинство из них в ночь с 25 на 26 сентября попала в советский плен, причём несколько десятков были на следующий день убиты в Мокранах.

## Корабельный состав

### Передовая база с технической помощью
- штабной корабль «Адмирал Серпинек» — поручик флота Януш Марциневський
- штабная моторная лодка S 1
- штабная моторная лодка S 2
- глиссер № 5

### 1-й боевой дивизион
Командир отряда канонерок — капитан артиллерии Владислав Ясик
- монитор «Краков» — капитан артиллерии Ежи Войцеховский
- монитор «Вильнюс» — капитан Эдмунд Йодковський
- канонерская лодка «Дерзкая» — капитан артиллерии Владислав Ясик
- канонерская лодка «Зарадна»
- канонерская лодка «Завжента» — старший боцман Свеча
- группа вооружённых катеров — боцманмат Леопольд Хон
  - вооружённый катер KU 16
  - вооружённый катер KU 17
  - вооружённый катер KU 18
  - вооружённый катер KU 19
  - вооружённый катер KU 21 катер обслуживания
- баржа жилая K 20
- корабль ПВО «Генерал Сикорский» — поручик резерва флота Фидош
- глиссер № 1

### 2-й боевой дивизион
- командир — капитан флота Анджей Бончак
- монитор «Пинск» — капитан флота Ян Керкус
- монитор «Торунь» — капитан флота Болеслав Поридзай
- вооружённый катер, KU 7, катер разведки
- III группа вооружённых катеров — старший боцман Генрих Пельда
  - вооружённый катер KU 23 катер обслуживания
  - вооружённый катер KU 27
  - вооружённый катер KU 28
  - вооружённый катер KU 29
- баржа жилая K 10
- вооружённый корабль «Генерал Шептицкий»
- глиссер № 3

в. о. офицера-механика — старший боцман Станислав Сек

### 3-й боевой дивизион
Офицер, механик-хорунжий флота Болеслав Хабаловський

### Миннозаградительный отряд
- корабль миннозаградительный «Монтва» — капитан флота Нарцисс Малушинський
- тральщики бронированные T 1, T 2, T 3
- тральщики колёсные T 4, T 5, T 6, T 7
- связной катер КМ 14
- связной катер КМ 15
- плавающая база связи K 2
- моторная лодка P 3
- два наземных взвода связи
- вооружённый катер KU 1
- вооружённый катер KU 2
- вооружённый катер KU 3
- буксир «Нептун»
- санитарный корабль «Генерал Соснковский»
- баржа для боеприпасов K 12
- баржа для боеприпасов K 13
- баржа топливная K 14
- баржа топливная K 15
- баржа топливная K 25
- плавающая столовая K 17
- плавающая мастерская K 19
- баржа водолазов K 7
- баржа жилая K 9
- баржа жилая К 30

Командир передовой базы — капитан резерва флота Ян Хордличка.
Командир по технической помощи — подпоручик инженер резерва Станислав Гвязда.

### Военный порт Пинск
- буксир «Килинский»
- моторная лодка P 1
- моторная лодка P 2
- 15 барж обслуживания
- взвод ПВО
- взвод связи
- взвод административный

- комендант порта Пинск — командор-подпоручик Мечислав Реут
- технический офицер порта — командор-подпоручик Юзеф Трибель
- врач порта — поручик врач Адам Прон
- квартирмейстер порта — капитан флота Константин Ляшковський
- командир портовой роты — лейтенант администратор Пётр Гаевський.
- руководитель WPMW-KMDR — подпоручик старший инженер Станислав Соколовський